# 二碘化镧
二碘化镧是镧的一种碘化物，化学式 LaI2。它是电子盐，真实结构为 La3+[(I−)2e−]。

## 制备
二碘化镧可以由碘化镧在800至900 °C的真空下被金属镧还原而成：
{\displaystyle \mathrm {La+2\ LaI_{3}\longrightarrow 3\ LaI_{2}} }
它也可以由碘化汞和镧反应而成：
{\displaystyle \mathrm {La+HgI_{2}\longrightarrow LaI_{2}+Hg} }
二碘化镧是由John D. Corbett于1961年首次合成的。

## 性质
二碘化镧是有金属光泽的蓝黑色固体，极易水解成碘氧化物。它是MoSi2结构的晶体，空间群I4/mmm (No. 139)。